# Ingombe Ilede
Ingombe Ilede (literalmente: lugar donde duermen las vacas) es el nombre de un importante yacimiento arqueológico situado en la confluencia de los ríos Zambeze y Lusitu, en Zambia. 
Se cree que aquí existió antiguamente un pequeño Estado o Reino dedicado principalmente al comercio, ya que desde 1960 se han encontrado objetos cerámicos, de oro, cobre y piezas textiles, entre otros, datados entre los siglos VII y XVI. Se cree que el Estado floreció entre los siglos XIII y XV y que tuvo relaciones comerciales con el Imperio de Mutapa o Gran Zimbabue e incluso con la India.